# جولیان هاکسلی
سر جولیان سورل هاکسلی (به انگلیسی: Sir Julian Sorell Huxley) ‏ (۲۲ ژوئن ۱۸۸۷–۱۹۷۵) زیست‌شناس، انسان‌گرا، بین‌الملل‌گرا و فیلسوف بریتانیایی که در توسعه دانش رویان‌شناسی نوین، بسیار تأثیرگذار بود. جولیان، فرزند زیست‌شناس معروف، توماس هنری هاکسلی بود. آثار و تحقیقات او تأثیرات بزرگی بر پیشرفت رویان‌شناسی و مطالعات رفتاری و فرگشتی داشته‌است. او از طرفداران ایده انتخاب طبیعی و از افراد شاخص در زمینه استنناج فرگشتی مدرن در نیمه قرن بیستم بود. او دبیر انجمن جانورشناسی لندن، اولین رئیس سازمان یونسکو و از اعضای مؤسس صندوق جهانی طبیعت بود.
هاکسلی، به خاطر ارائه‌های علمی‌اش در کتاب‌ها و مقالات، برنامه‌های رادیویی و تلویزیونی معروف است. او مفتخر به دریافت جوایز و مقام‌های علمی متعددی، از جمله جایزه کالینگا یونسکو در سال ۱۹۵۳، مدال داروین انجمن سلطنتی لندن در سال ۱۹۵۶، و کسب مقام شوالیه دربار انگلستان در سال ۱۹۵۸ و جایزه لسکر در سال ۱۹۵۹ شد.
"کسی که مشکلی را بررسی می‌کند، نیمی از آن را حل کرده‌است."